# Jardín Botánico de Naguanagua
El Jardín Botánico Bachiller José Saer D'Eguert, más conocido como Jardín Botánico de Naguanagua, es un jardín botánico ubicado al sur de la ciudad de Naguanagua, Estado Carabobo en Venezuela. Posee un área libre de unas 15 hectáreas, con más de 200 árboles adultos. Su historia hace referencia a un grupo de personas de la comunidad, interesadas en mejorar la calidad ambiental, por lo que plantearon la idea al concejo municipal y finalmente el 2 de abril de 1991 la alcaldía decide crear la Fundación Jardín Botánico. El terreno para el jardín fue donado por la Sociedad Agronómica Salesiana.
La vegetación existente en el área del jardín Botánico está constituida por tres formaciones o asociaciones vegetales: Remanente de un bosque semicaduco (los árboles pierden sus hojas durante la sequía), vegetación acuática asociada a un humedal estacionario y una sabana de origen antrópico (creada por el hombre) con gramíneas y árboles dispersos.

## Localización
Se encuentra ubicado en la Guaparo Norte detrás de la Villa Olímpica de Carabobo al sur del Municipio Naguanagua de la ciudad de Naguanagua, Estado Carabobo en Venezuela.